# 庫爾勒豐
庫爾勒豐是瑞士的城鎮，位於該國西部，由弗里堡州負責管轄，面積3.26平方公里，海拔高度556米，2011年人口305，六成半人口信奉基督教，人口密度每平方公里94人。